# Municipio de Coacalco de Berriozábal
El municipio de Coacalco de Berriozábal es un municipio del Estado de México, entidad federativa de México, integrado al norponiente de la Zona Metropolitana del Valle de México. Su cabecera es San Francisco Coacalco.
De acuerdo a las características de su relieve, forma parte de la Sierra de Guadalupe siendo el único cuerpo montañoso que se ubica en el municipio. Debido a que la superficie municipal presenta altas pendientes hacia la parte sur del municipio (Sierra de Guadalupe), la zona intermedia entre esta zona y la vía López Portillo representan la zona de transición entre la montaña y la parte lacustre (planicie). En general, estas condiciones orográficas permiten apreciar un sistema montañoso en la parte sur, con asentamientos humanos en el pie y la planicie, mismos que han ido ganando terreno a los usos agrícolas, consolidando así la estructura de los asentamientos humanos de la localidad.
El nombre oficial del municipio es Coacalco de Berriozábal. En memoria al General Felipe de Berriozábal se le adiciona su apellido, quien siendo Gobernador del Estado de México firmó el decreto por el cual Coacalco se erige en municipio el 12 de febrero de 1862.

## Toponimia

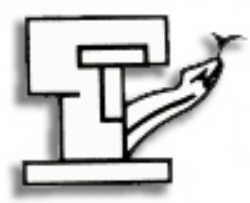
Topónimo de Coacalco

La palabra Coacalco proviene de la lengua náhuatl, deriva de coatl: "serpiente", calli: "casa" y co: locativo "en", que significa "en la casa de la serpiente".

## Historia
La historia del municipio permanece sin grandes cambios, hasta la década de los 70, ya que antes, se conformaba por pequeños pueblos y rancherías, cuando la enorme urbanización de los alrededores de la Ciudad de México llega al municipio. También el desarrollo interno aportó a la expansión, como la construcción de fraccionamientos como Villa de las Flores (en 1966), Parque Residencial Coacalco (en 1969), Héroes Coacalco (en 2001), y unidades habitacionales como Lomas de Coacalco, Granjas Cor y San Rafael entre otras.
En la actualidad, el municipio está completamente integrado a la zona metropolitana de la Ciudad de México, y cuenta con una actividad comercial considerable.
La llegada de grandes contingentes de personas, ha elevado la calidad de vida de la población, debido a que estos necesitan de varios servicios, como hospitales, escuelas, centros comerciales. Familias acomodadas de clase media alta se fueron estableciendo en el entonces (1970) recién creado fraccionamiento Parque Residencial Coacalco elevando con ello el nivel de vida del municipio.

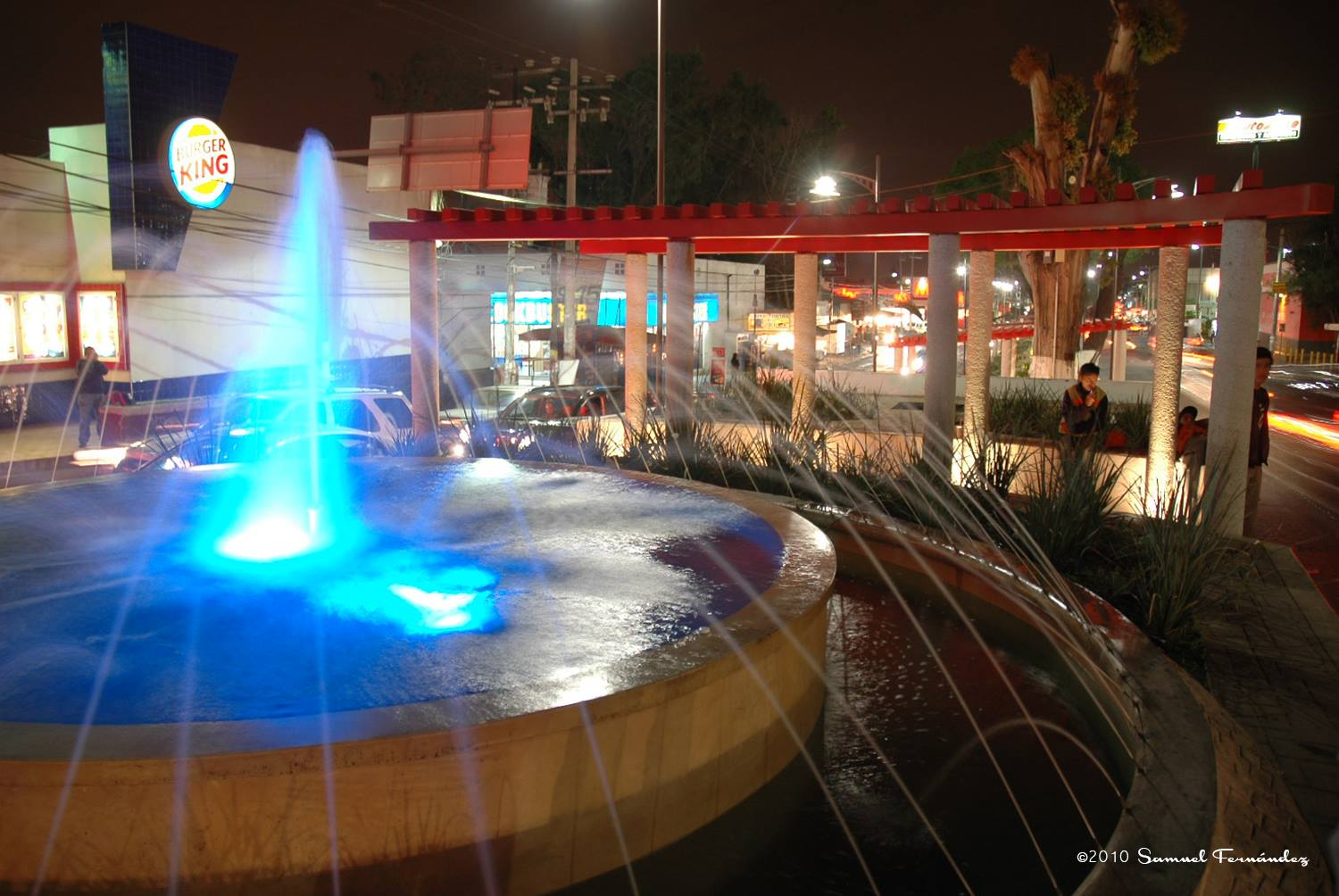
Acceso principal de Villa de las Flores, Coacalco

## Geografía

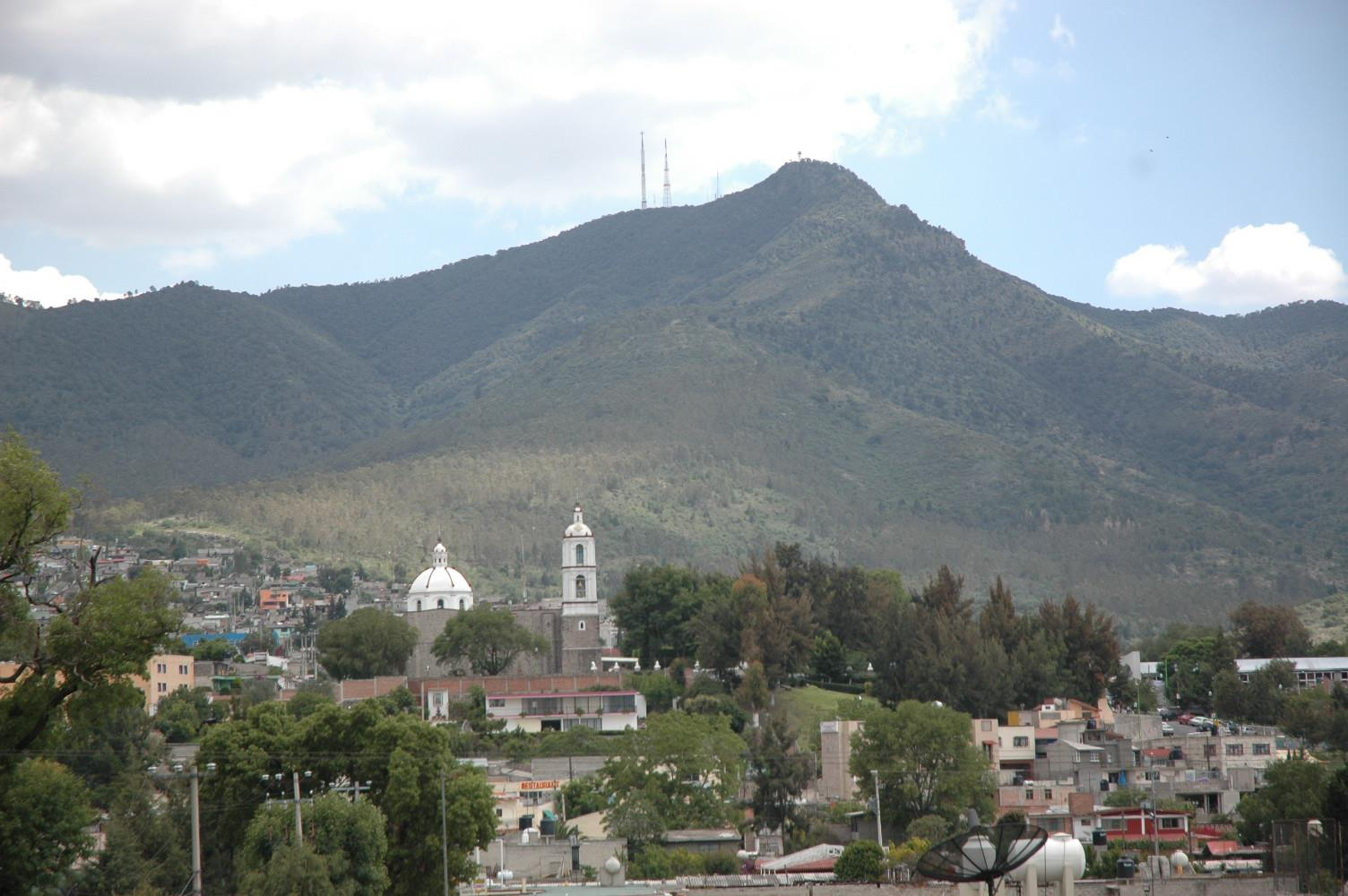
Coacalco de Berriozábal

### Hidrografía
Durante la época prehispánica, la cuencia del Valle de México se conformaba por un sistema de lagos tanto de agua dulce como salada. El de Xaltocán que pertenecía a la parte del Lago de Texcoco, cubría con sus aguas partes del actual municipio de Coacalco en sus zonas bajas, por lo que estos suelos son fangosos.  En la actualidad son 17 pozos profundos los que abastecen de agua potable al municipio.

### Clima
Es el mismo que predomina en la región de Cuautitlán y Texcoco; subtropical templado semiseco o sub húmedo. Como características específicas, presenta un promedio de 40 días al año con heladas, alrededor de 650 milímetros de lluvia al año, y una temperatura promedio anual de 14 °C, con mínima de 2 °C y máxima de 30 °C. Durante el año, la temperatura suele variar entre los 6 °C y los 26 °C, es raro que baje a menos de 2 °C o que suba a más de 30 °C.

### Reservas ecológicas
Sierra de Guadalupe (México)

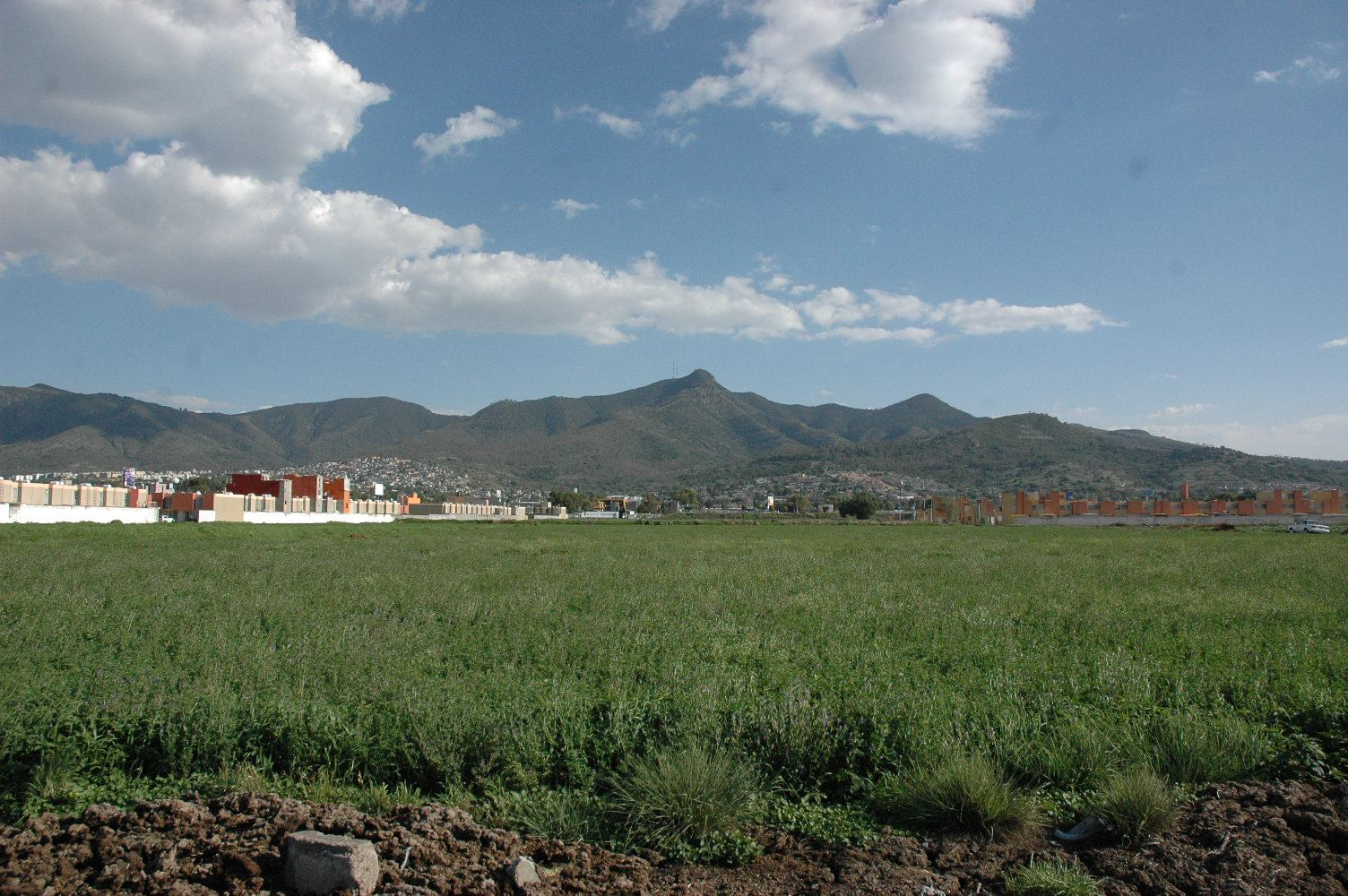
Sierra de Guadalupe

Se localiza al Sur del territorio Municipal y colinda al Oriente con el Municipio de Ecatepec de Morelos, al poniente con el Municipio de Tultitlan de Mariano Escobedo y al Sur colinda con la Alcaldía Gustavo A. Madero (Ciudad de México). Cuenta con una superficie territorial: 1,191.55 Hectáreas (Ha). En coordinación con el Instituto de Geografía Catastral del Estado de México (IGECEM), el Instituto Mexiquense de la Vivienda Social (IMEVIS) y la Dirección de Desarrollo Urbano Municipal, se llevó a cabo la demarcación de sus límites y se revisan las propiedades privadas colindantes.

## Política y gobierno

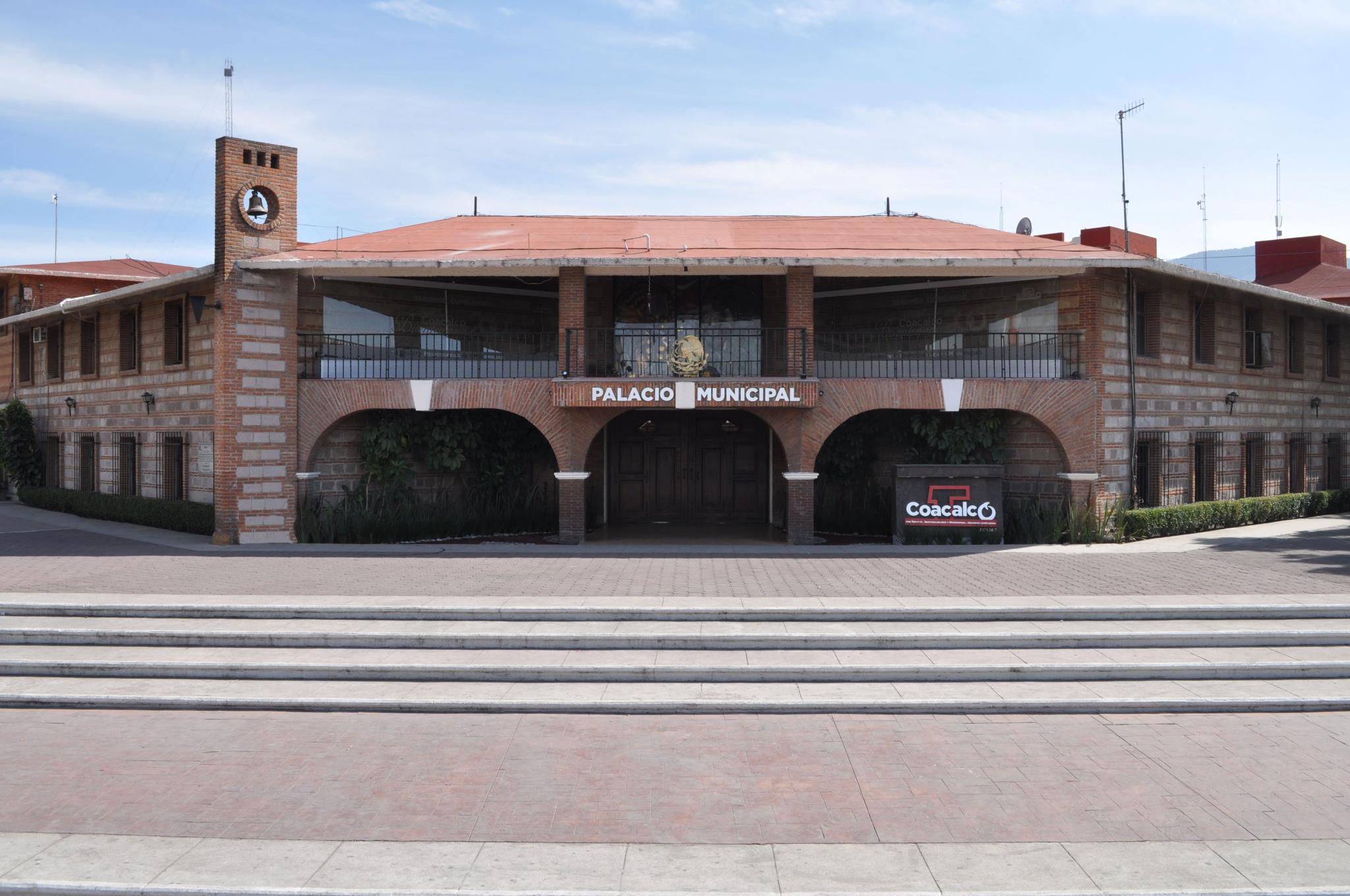
Palacio Municipal de Coacalco de Berriozábal

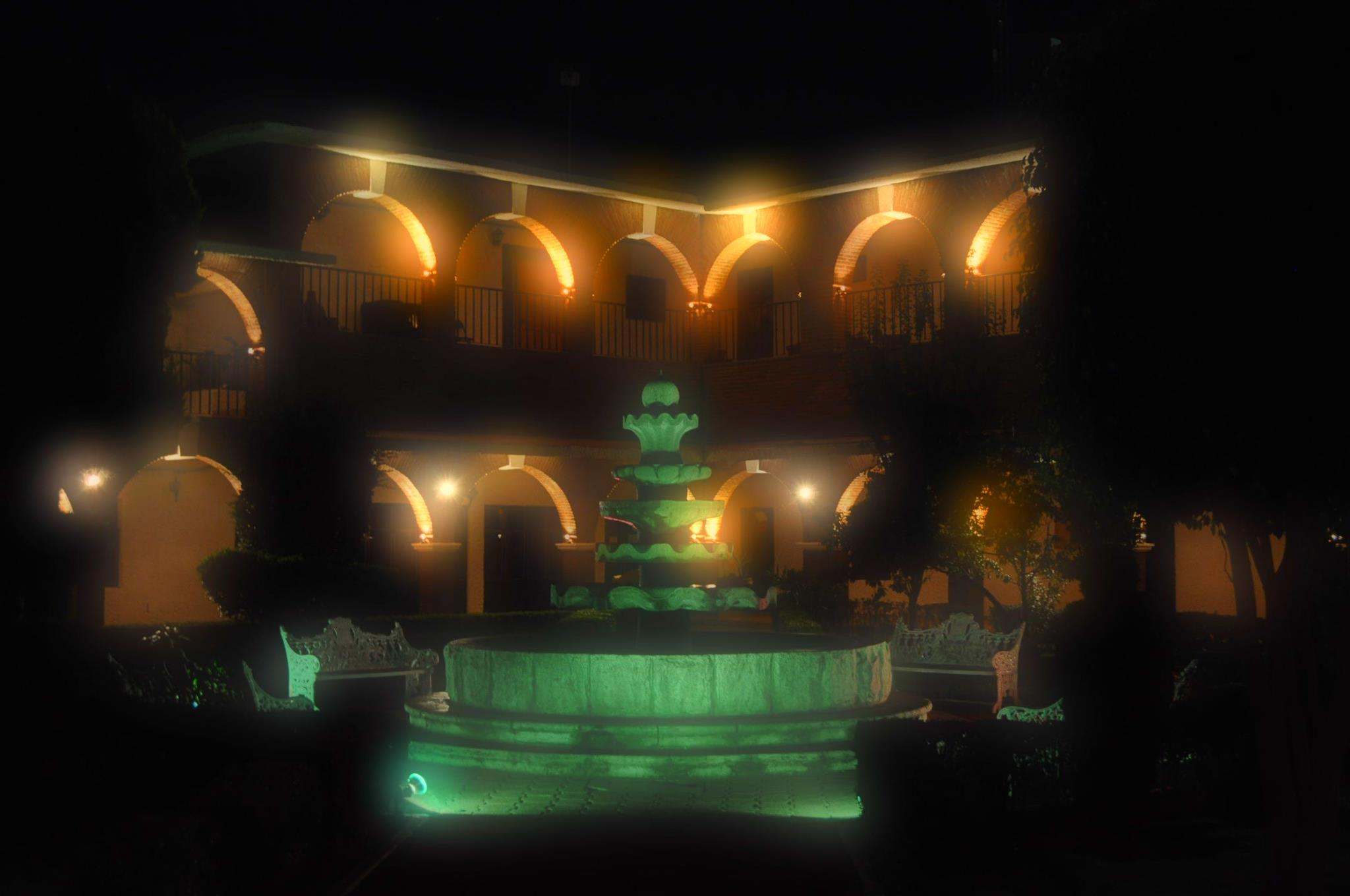
Interior del Palacio Municipal

### Presidentes Municipales de Coacalco de Berriozabal
| Nombre                                 | Periodo   | Partido Político |
| -------------------------------------- | --------- | ---------------- |
| Florentino Saucedo                     | 1940-1941 |                  |
| Celestino Maya                         | 1942      |                  |
| Felipe Guerrero Guerrero               | 1943-1945 |                  |
| Juan Medina                            | 1946      |                  |
| Lorenzo Peña Fragoso                   | 1946-1948 |                  |
| Anselmo Reyes Montoya                  | 1949-1951 |                  |
| Antonio Guerrero Trejo                 | 1952-1954 |                  |
| José Montoya Rodríguez                 | 1955-1957 |                  |
| José Antonio Rodríguez Guerrero        | 1958-1960 |                  |
| Gregorio Luna                          | 1961-1962 |                  |
| Gabriel Suárez Fragoso                 | 1963      |                  |
| Reyes Medina                           | 1964-1966 |                  |
| Gabriel Suárez Fragoso                 | 1967-1969 |                  |
| Alfonso Cárdenas                       | 1970-1972 |                  |
| Claudio Muñoz Franco                   | 1973-1975 |                  |
| Ramón Del Cueto Huerta                 | 1976-1978 |                  |
| Félix Chávez                           | 1979      |                  |
| Juan José Ruiz                         | 1979-1981 |                  |
| Ing. Arturo Álvarez Márquez            | 1982-1984 |                  |
| Ing. Juan Manuel Pérez Balbuena        | 1985-1987 |                  |
| María Luis Marina De Suárez            | 1988-1990 |                  |
| Héctor Guevara Ramírez                 | 1991-1993 |                  |
| Felipe Ruíz Flores                     | 1994-1997 |                  |
| Alejandro José Gamiño Palacios         | 1997-2000 |                  |
| C. Augusto Alejandro Sánchez Domínguez | 2000-2003 |                  |
| Julieta Villalpando Riquelme           | 2003-2006 |                  |
| Mtro. David Sánchez Isidoro            | 2006-2009 |                  |
| Roberto Ruiz Moronatti                 | 2009-2012 |                  |
| David Sánchez Isidoro                  | 2013-2016 |                  |
| Erwin Javier Castelán Enríquez         | 2016-2018 |                  |
| Darwin Renán Eslava Gamiño             | 2019-2021 |                  |
| David Sánchez Isidoro                  | 2022-2024 |                  |
| David Sánchez Isidoro                  | 2025-2027 |                  |

## Economía
La economía de Coacalco de Berriozábal ha cambiado en los últimos 30 años, al pasar de ser una ciudad de tendencia industrial, va en aumento a uno de importancia comercial e industrial. La llegada de grandes grupos de personas a los núcleos de población ha provocado que la ciudad haya abandonado su vocación agropecuaria.

### Pobreza
El municipio en base en niveles de educación, ingreso per cápita y expectativas de vida o salud, Coacalco fue considerado entre los 20 municipios con mayor Índice de Desarrollo Humano entre el 2005 hasta el 2010.
En 2020, 26.1% de la población se encontraba en situación de pobreza moderada y 2.47% en situación de pobreza extrema. La población vulnerable por carencias sociales alcanzó un 21.5%, mientras que la población vulnerable por ingresos fue de 14.1%.
Las principales carencias sociales de Coacalco de Berriozábal en 2020 fueron carencia por acceso a la seguridad social.
En la actualidad, el municipio está completamente integrado a la zona metropolitana de la Ciudad de México, y cuenta con una actividad comercial considerable.
A lo largo de la Vía José López Portillo dentro de su territorio, existen 5 grandes centros comerciales, sin contar los que se ubican en las diversas colonias, lo que ha beneficiado a la población de Coacalco, no solo por contar con lugares para comprar y divertirse, sino por la creación de empleos que esto genera.
Entre sus comunidades existen distintos niveles sociales y económicos, zonas de clase popular y media baja como El Potrero, San Rafael y El Olivo, clase media como: Loma Bonita, Villa de las Manzanas, Los Héroes y la clase media alta como los fraccionamientos: Villa de las Flores, Parque Residencial y Bosques de Coacalco.

### Turismo
La oferta hotelera es vasta dentro del municipio, debido a la afluencia de vías primarias y zonas industriales, Coacalco de Berriozábal ha fungido como centro de ocio y entretenimiento.

### Plaza Coacalco
Ubicada en la Vía José López Portillo N.º220, San Francisco Coacalco, CP. 55714, Estado de México. Cuenta con servicios como:
- Cine
- Área de juegos y actividades para niños
- Supermercado
- Bancos
- Restaurantes
- Tiendas de ropa y zapaterías
- Plaza de la tecnología

### Coacalco Power Center
Ubicada en la Vía José López Portillo S/N, Rancho La Palma, CP. 55717 Coacalco de Berriozabal, Estado de México. Algunos de los servicios con los que cuenta son:
- Supermercado
- Heladerías
- Bancos
- Cine
- Central de diversión
- Tintorería
- Restaurantes
- Tiendas de ropa y calzado

### Plaza Las Flores
Ubicada en Vía López Portillo no. 105 col. Zacuautitla, municipio Coacalco de Berriozabal CP 55700, Estado de México. Ofreciendo servicios como: 
- Supermercado
- Sección de comida rápida
- Tiendas de moda
- Cine
- Tiendas departamentales
- Bancos

### Plaza Zentralia
Ubicada en la Vía José López Portillo 145, La Magdalena 2, CP 55715, San Francisco Coacalco, Estado de México. Cuenta con algunos servicios como:
- Cine
- Cafetería
- Restaurantes
- Antros

### Centro Comercial Cosmopol
Ubicada en la Vía José López Portillo 1, Sta María Coacalco, Estado de México. Cuenta con algunos servicios como:
- Cine
- Cafetería
- Restaurantes
- Terraza Gourmet
- Tiendas departamentales
- Supermercado
- Banco
- Boutiques
- Pantalla gigante
- Foro

## Infraestructura

### Telecomunicaciones
Coacalco cuenta con servicios de comunicación como radio, medios de comunicación impresos o escritos: diarios, revistas, postales; audiovisuales: cine y televisión; multimedia: internet, televisión digital y la actualmente inaugurada red del Mexibús.
Así como una emisora de radio que trasmite para una parte del valle de México.

### Transporte

#### Transporte público
Existen diversos medios de transporte que comunican el municipio con la Ciudad de México y zonas conurbadas del Estado de México como autobuses, microbuses y taxis.
Mexibús
El 12 de enero de 2015 se inauguró la Línea 2 de Mexibús del Sistema TransMexiquense Bicentenario, un sistema de transporte masivo similar al Metrobús de la Ciudad de México, operado con autobuses articulados que circularán en carriles exclusivos a lo largo de la Vía José López Portillo (La avenida más grande del municipio) con la ruta La Quebrada - Plaza las Américas, comunicando así a los municipios de Tultitlán, Coacalco y Ecatepec.
Vagonetas
Ruta 05
- San Bartolo - Villa de las flores Granjas

- San Bartolo - San Cristóbal

- Metro Toreo  - Villa de las Flores Granjas

- Metro Toreo  - Granjas Izcalli

- Metro Chapultepec  - Villa de las Flores 1.ª

- Metro Toreo  - Villa de las Flores Mercado 1.ª

Ruta 27 en sus dos principales ramales
Ruta 44
- San Bartolo - San Cristóbal
- CCH Naucalpan - Parque Residencial
- Metro Indios Verdes  - Parque Residencial

- Metro Moctezuma  - Villa de las flores (E.T.I.)

- Metro Moctezuma  - Los Héroes Coacalco

Ruta 68
- Metro La Raza   - Villa de las Flores en sus 3 Secciones

- Metro La Raza   - Granjas Izcalli

- Metro La Raza   - Prados Laguna

Autobuses:
- Metro Indios Verdes  - Prados Laguna

- Metro Indios Verdes  - San Rafael Eje 8

- Metro Indios Verdes  - Villa de las Flores Granjas

- Metro Indios Verdes  - Los Héroes Coacalco

- Metro Indios Verdes  - Ejidal

- Martín Carrera   - Los Héroes Coacalco

- Metro El Rosario   - Villa de las Flores Granjas

- Metro El Rosario   - San Cristóbal

- Metro Ciudad Azteca  - Villa de las Flores

- Metro Ecatepec  - Ejidal

- Metro Ecatepec  - Jalatlaco

### Vialidades
Al encontrarse próximo a la Ciudad de México, el municipio de Coacalco ha experimentado un trepidante aumento en el número de habitantes (más de 100,000 en la última década). Lo anterior genera un desequilibrio entre las necesidades de los nuevos pobladores, y los servicios brindados por el gobierno; en particular, son las vías principales, como la Vía José López Portillo, las que se ven sobrepasadas por la cantidad de vehículos que a diario cruzan por este territorio (sirve de paso entre la Ciudad de México, y la zona norte del Área Metropolitana).
Por esta razón se han construido obras de infraestructura como dos puentes vehiculares sobre la Vía José López Portillo y la vía alterna conocida como Vía Mexiquense que conecta a los municipios de Ecatepec, Cuautitlán Izcalli, Coacalco y Tultitlán, mejorando considerablemente la circulación vehicular.
Estas obras, además de proporcionar una imagen moderna y urbana a Coacalco conjuntamente con la gran cantidad de centros comerciales que se han abierto en las inmediaciones del municipio, brindan a sus habitantes más zonas de entretenimiento, y nuevas fuentes de trabajo local, que evitan el traslado de un gran número de gente hacia la Ciudad de México el cual ha sido por décadas la zona a donde los coacalquenses se dirigen a trabajar a diario.
En un continuo esfuerzo por rehabilitar, mantener y reconfigurar la estructura y los servicios municipales, se han repavimentado 38 calles con una superficie total de 22 000 metros lineales, como la avenida Manuel Morelos; vialidades como Hank González en la cabecera municipal con extensión de 2 km; Avenida del Parque desde la Vía López Portillo hasta Sierra de Guadalupe; Almaratos en Villa de las Flores, la calle Carlo Picardo Cruz (Conocida como "Eje 8") y como último ejemplo la calle Aldama en San Lorenzo que ha dejado se ser un camino de terracería para estar actualmente pavimentada de forma total, entre otros trabajos que se han terminado en 2012 en beneficio de todos los habitantes de dicha entidad.

### Vía José López Portillo
En su creación, sólo era una simple vía que contaba con dos carriles en sentidos opuestos, siendo la única comunicación entre Querétaro e Hidalgo. En la actualidad cuenta con cuatro carriles por sentido, de los cuales dos (uno de cada sentido), son utilizados por el servicio de transporte urbano Mexibús, este transporte colectivo en la primera fase llega hasta la quebrada desde las Américas (Ecatepec) y en su etapa final hasta el pueblo de San Bartolo, en Naucalpan. La primera fase fue inaugurada el 2 de marzo de 2015. Es una de las avenidas principales del Estado de México.

### Vialidad Circuito Exterior Mexiquense
Vialidad alterna a la autopista río de los Remedios-Ecatepec y a la Vía José López Portillo que permite la interconexión entre los municipios de Cuautitlán Izcalli, Tultitlán, Tultepec, Coacalco y Ecatepec. Tiene una construcción de 18.4 km, y forma parte de una red de obras que actualmente se llevan a cabo en el Valle Cuautitlán-Texcoco en la que también se incluyen el Circuito Exterior Mexiquense y la autopista "Río de los Remedios-Ecatepec", con el propósito expreso de aligerar la carga vial que aqueja a las otras vías.
Es una de las autopistas más caras del Estado de México lo cual limita su uso para la población.

## Demografía
En 2020, la población en Coacalco de Berriozábal fue de 293,444 habitantes (48.1% hombres y 51.9% mujeres).
Los rangos de edad que concentraron mayor población fueron 20 a 24 años (23,826 habitantes), 15 a 19 años (23,082 habitantes) y 25 a 29 años (22,950 habitantes). Entre ellos concentraron el 23.8% de la población total.

## Educación

### Instituciones de Nivel Medio Superior
En el municipio existen instituciones de educación media superior como son:
- Centro de Bachillerato Tecnológico Industrial y de Servicios No 133 "Dr. Manuel Velasco Suárez" CBtis 133.
- Centro de Bachillerato Tecnológico María Luisa Marina de Suárez, Coacalco.
- Colegio de Estudios Científicos y Tecnológicos del Estado de México (CECyTEM) plantel Coacalco.
- Colegio Nacional de Educación Profesional Técnica, Plantel Coacalco.
- Escuela Preparatoria Oficial N.º 52.
- Escuela Preparatoria Oficial N.º 99.- Con el Undécimo lugar Estatal y con el 74% de egresados, son estudiantes a nivel superior (universitarios).
- Escuela preparatoria Oficial No 137.
- Escuela preparatoria Oficial No 170.
- Nueva Escuela Tecnológica NET de las pocas instituciones privadas en acreditar la prueba enlace.
- Preparatoria Oficial Anexa a la Normal de Coacalco.
- Preparatoria Regional de Coacalco.
- Instituto de Educación Avanzada.
- Universidad del Valle de México, Campus Hispano (Nivel medio superior y superior).
- Escuela Normal de Coacalco.
- Tecnológico de Estudios Superiores de Coacalco (Tesco)

### Instituciones de Nivel Superior

#### Públicas
El municipio cuenta con una sola institución de educación superior de carácter público.
- Tecnológico de Estudios Superiores de Coacalco (TESCo).
- Escuela Normal de Coacalco (fundada en 1974) la cual ha obtenido:
  - Primer lugar en el examen general de conocimientos realizada a instituciones formadoras de docentes de nivel primaria por CENEVAL en los años 2005, 2006 a nivel estatal y nacional.
  - Segundo lugar a nivel nacional y el primero a nivel estatal para el año 2007.
  - En 2008 y 2009 destaca su participación en los primeros tres lugares a nivel nacional y estatal.
  - dentro de este centro educativo es generada la Banda Juvenil de Marcha de la Escuela Normal.

#### Privadas
- Centro Universitario Valle de Anáhuac - Campús Coacalco.
- Instituto Las Américas.
- Centro de Estudios Agustiniano "Fray Andrés de Urdaneta" (FADU).
- Colegio Del Alba.
- Colegio Villa de las Flores.
- Colegio Indonesia.
- Colegio Independencia (primer colegio del municipio).
- Corporativo Universitario México.
- Escuela de Tráfico y Tramitación Aduanal.
- Grupo Universitario Modelo.
- Instituto Tepeyac.
- Universidad Insurgentes, Plantel Coacalco
- Universidad de las Tres Culturas.
- Universidad del Valle de México. Se ubica en las instalaciones que hace algunos años pertenecieran al Colegio Hispanoamericano, que durante mucho tiempo fue de las pocas instituciones escolares que incluían en su paquete desde educación básica hasta educación superior.
- Universidad ETAC.
- Universidad Icel.
- Universidad Lucerna.
- Nueva Escuela Tecnológica (NET).
- Centro Escolar ZAMA.
- Colegio Nacional de Educación (CNE).
- Centro Educativo Empresarial (CEEM).
- Instituto Tecnológico Autónomo de Educación de México (ITAEM).
- Escuela Mexicana de Educación Profesional (EMEP).

## Cultura y patrimonio
La ciudad cuenta con más de 230 escuelas, 5 bibliotecas públicas y una casa de la cultura, en donde se presentan diversas exposiciones de calidad cultural y de educación.

### Bibliotecas
- Biblioteca Josefa Ortìz de Domínguez[13]
- Biblioteca Heriberto Enrìquez[14]
- Biblioteca Ricardo Flores Magòn[15]
- Biblioteca José Vasconcelos[16]
- Biblioteca Sor Juana Inès de la Cruz[17]
- Biblioteca Josè Marìa Morelos y Pavòn[18]
- Biblioteca Ariosto Otero[19]

### Edificio
Auditorio Municipal de Coacalco
| Alcalde                             | Periodo     | Partido Político |
| ----------------------------------- | ----------- | ---------------- |
| Florentino Saucedo                  | 1940 - 1941 |                  |
| Celestino Maya                      | 1942        |                  |
| Felipe Guerrero                     | 1943 - 1945 |                  |
| Juan Medina                         | 1946        |                  |
| Lorenzo Peña Fragoso                | 1949 - 1951 |                  |
| Antonio Guerrero Trejo              | 1952 - 1954 |                  |
| José Montoya Rodríguez              | 1955 - 1957 |                  |
| José Antonio Rodríguez              | 1958 - 1960 |                  |
| Gregorio Luna                       | 1961 - 1962 |                  |
| Gabriel Suárez Fragoso              | 1963        |                  |
| Reyes Medina Medina                 | 1964        |                  |
| Gabriel Suárez Fragoso              | 1967 - 1969 |                  |
| Alfonso Cárdenas                    | 1970 - 1972 |                  |
| Claudio Muñoz Franco                | 1973 - 1975 |                  |
| Ramón del Cueto Huerta              | 1976 - 1978 |                  |
| Juan José Ruíz Gómez                | 1979 - 1981 |                  |
| Arturo Álvarez Márquez              | 1982 - 1984 |                  |
| Juan Manuel Pérez                   | 1985 - 1987 |                  |
| Ma. Luisa Marina de Suárez          | 1988 - 1990 |                  |
| Héctor Guevara                      | 1991 - 1993 |                  |
| Felipe Ruiz Flores                  | 1994 - 1996 |                  |
| Alejandro Gamiño Palacios           | 1997 - 2000 |                  |
| Augusto Alejandro Sánchez Domínguez | 2000 - 2003 |                  |
| Julieta Villalpando Riquelme        | 2003 - 2006 |                  |
| Mtro. David Sánchez Isidoro         | 2006 - 2009 |                  |
| Roberto Ruiz Moronatti              | 2009 -2012  |                  |
| Mtro. David Sánchez Isidoro         | 2013 - 2015 |                  |
| Erwin Javier Castelán Enríquez      | 2016 - 2018 |                  |
| Darwin Renan Eslava Gamiño          | 2019 - 2021 |                  |
| Mtro. David Sánchez Isidoro         | 2022 - 2027 |                  |

| Nombre                                | Tipo de Patrimonio (natural, cultural, histórico, intangible) | Clasificaciòn                    | Espacios                                                     |
| ------------------------------------- | ------------------------------------------------------------- | -------------------------------- | ------------------------------------------------------------ |
| Biblioteca Josefa Ortìz de Domínguez  | Cultural                                                      | Biblioteca                       | - Sala de Consulta - Sala General                            |
| Biblioteca Heriberto Enrìquez         | Cultural                                                      | Biblioteca                       | - Sala de Consulta - Sala General                            |
| Biblioteca Ricardo Flores Magòn       | Cultural                                                      | Biblioteca                       | - Sala de Consulta - Sala General                            |
| Biblioteca Josè Vasconcelos           | Cultural                                                      | Biblioteca                       | - Sala de Consulta - Sala General                            |
| Biblioteca Josè Marìa Morelos y Pavòn | Cultural                                                      | Biblioteca                       | - Sala de Consulta - Sala General                            |
| Biblioteca Ariosto Otero              | Cultural                                                      | Biblioteca                       | - Ludoteca - Sala de consulta - Sala General - Sala Infantil |
| Auditorio Municipal de Coacalco       | Histórico                                                     | Construcción histórica/Edificios | - Aforo 100 personas                                         |

### Arquitectura

#### Parroquia de San Francisco de Asís
La construcción del templo se inició en 1580 y se calcula que a principios del siglo XVII se terminan de construir; en sus muros se observan piedras reutilizadas que pertenecieron a una construcción anterior, seguramente del conjunto prehispánico explicado anteriormente. El templo se encuentra delimitado por una gran barda en la que encontramos manifestaciones de arte popular como las estaciones del vía crucis o reloj de sol. La portada de la fachada y la torre conjuga el barroco tardío y el neoclásico temprano. En el interior encontramos la imagen de San Francisco de Asís y una gran cantidad de pinturas, todas del siglo XVII.
En el coro alto se aprecia un órgano estilo ibérico, de constructor anónimo en 1791, restaurado recientemente por el maestro organero mexicano Eduardo Bribiesca, el órgano se encuentra actualmente bajo la titularidad del organista mexicano Víctor Contreras.

#### Palacio Municipal
El edificio de la presidencia municipal cuenta con vitral emplomado y un mural de 172 m² denominado "Historia y Símbolos Patrios", ambos del reconocido artista Ariosto Otero. Además, la sala de expresidentes cuenta con las fotografías de todos los alcaldes en la historia de la entidad. En la sala de cabildos se encuentra el acta firmada por el general Felipe Berriozábal en la que se dispone la creación del municipio.
Dividiendo el área de la presidencia municipal y la plaza se encuentra el monumento erigido en honor al general Felipe Berriozábal.
En el exterior del auditorio municipal se encuentra el mural del Maestro Tlacaelle en el que se muestra, desde su perspectiva la importancia de Coacalco en el México antiguo.
En la Casa de Cultura se localiza el archivo municipal. Este edificio cuenta además con la distinción de haber fungido como la primera presidencia municipal.
En la iglesia de la Magdalena Huizachitla se encuentra resguardado el cuadro "Arcángel Baraquiel" del célebre pintor Cristóbal de Villalpando.
Se celebra la fiesta patronal en honor de san Francisco de Asís en los meses de septiembre y octubre, donde puedes disfrutar de eventos religiosos, culturales, deportivos y juegos mecánicos.

### Festividades
- 12 de febrero: Aniversario de la creación del municipio.

- 24 de mayo: En memoria de la llegada de los "salpicados" a Coacalco en la década de los 50. Instituyeron una gran fiesta con importancia regional. Al cerro de Xolotl le denominaron “María Auxiliadora”. Se acostumbra lanzar coloridos fuegos pirotécnicos desde hace 26 años.

- 22 de julio: Fiesta patronal de la comunidad de "La Magdalena ".
- 10 de agosto: Fiesta patronal de la comunidad de "San Lorenzo Mártir".
- 4 de octubre: Día de San Francisco de Asís, fiesta patronal de la cabecera municipal. Aún es característico de la feligresía la mayordomía del santo patrono. A esta fiesta se le adjunta la expoferia de Coacalco; donde se encuentran artesanías, exposiciones industriales y gastronómicas; así como vistosos espectáculos artísticos y culturales. El lunes siguiente de la fiesta patronal se realiza la "Comida de la Amistad", que es una fiesta eclesiástica donde se sirven los platos típicos de la población.

- 12 de diciembre: Fiesta patronal de la comunidad de "Parque Residencial Coacalco".

#### Semana Santa en San Lorenzo Tetíxtlac
Se lleva a cabo una representación con cuadros vivos de la pasión de Cristo y se adornan las calles por donde se hace el recorrido del Vía Crusis con tapetes de aserrín con motivos alusivos a la cuaresma y a los pueblos que participan La Magdalena Huizachitla y San Lorenzo con una tradición de más de cuatro generaciones. Cabe señalar, que el adorno con aserrín, se comenzó a utilizar hace aproximadamente 5 años; luego de haber copiado dicha tradición de municipio de Tultepec, donde cada año hacen uso de dichos adornos, en ofrecimiento a diferentes festividades patronales; tales como el recorrido del niño dios (cada 24 de diciembre).

#### Feria del Atole 13 y 14 de octubre
Instituida como tal en diciembre de 1990. Con ella se ha pretendido rescatar una añeja tradición de Coacalco, en la que las personas que tenían necesidad de pasar la noche en la región, al ser este el paso obligado, al día siguiente eran invitados a beber, en lugar de café, un jarro de atole, el cual podía ser de agua miel, chile atole o endulzado con piloncillo.
Este evento se originó en la colonia Ejidal Canuto Luna. Se volvió muy famosa por lo cual decidieron que esta formara parte de la feria patronal de Coacalco, la cual se celebra los primeros días del mes de octubre en honor de san Francisco de Asís.
Actualmente se continua con esta tradición y se pueden encontrar ahí una gran variedad de sabores desde los más conocidos hasta los más extraños y novedosos, como lo son el atole de "tequila".
Muchas personas se congregan en esta festividad y esto aporta turismo a la entidad y deja una importante derrama económica. Esta actividad se caracteriza también por brindar un ambiente familiar y de convivencia entre sus asistentes.
El atole es una bebida prehispánica que proviene del náhuatl, (atolli, aguado, de Alt agua y tol diminutivo),
conocido como atol, es una bebida que en su forma original es la cocción del dulce de maíz en agua, al final de la cocción tenga una moderada viscosidad y se sirve caliente.
Los aztecas lo preparaban hirviendo
masa de maíz hasta espesar, condimentada con cacao, chiles y miel de abeja. Los
españoles modificaron la bebida utilizando leche y de ahí nace el champurrado,
que se bate para darle una consistencia espumosa y que se endulza con
piloncillo. El atole se acompaña con pan o tamales.

#### La Feria de San José
Esta feria se festeja en el mes de marzo, en las unidades San José I y San José II en Villa de las Flores 1.ª Sección.
Es una devoción a San José. Se acostumbra a realizar una misa comunal y seguido de una lamida propuesta por los vecinos de cada unidad para todos los asistentes al festejo.
También se organiza la comunidad para la renta de una feria de juegos mecánicos para todos aquellos que disfruten de este tipo de diversión. Se realiza anualmente el 19 de marzo.

### Sierra de Guadalupe
Ubicada entre los municipios de Ecatepec, Coacalco, Tultitlán y Tlalnepantla, ofrece una rica variedad de flora y fauna; es una de las zonas más importantes de captación de agua y filtración del aire de los contaminantes de la zona, por lo cual se le considera como uno de los pulmones de la Ciudad de México.
En el estado de México se cuenta con 14 casetas de vigilancia atendidas “día y noche” por 28 personas.
Cuenta con un grupo de voluntarios llamado veredeando, el cual se encarga entre otras cosas de varias caminatas nocturnas, la toma de fotografías, reforestación en varias zonas de la sierra, apoya en el control de incendios forestales. Se pueden realizar diversas actividades, como son el atletismo, el rapel, la recreación familiar, el ciclismo de montaña, etc. Para aquellos que son amantes de las bellezas de la naturaleza, esta es una de las mejores opciones ya que existe una majestuosidad de paisajes, que nos permiten captar desde los más pequeños detalles, hasta la impresionante vista de las montañas ubicadas en esta zona.
Los espacios especiales para la recreación familiar se encuentran a 20 minutos de la vialidad más importante en Coacalco, La Vía López Portillo; donde se encuentran juegos infantiles, aparatos de gimnasio y asadores en palapas, los cuales evitan la generación de incendios forestales.
En el solsticio de verano se puede apreciar sobre la Sierra de Guadalupe la silueta de una serpiente saliendo de Coacalco, se cree que los antepasados lo nombraron así "En la Casa de la Serpiente".

## Deporte

### Públicos
- Deportivo Villa de las Flores: se encontraba abandonado, pero en 2021 fue renovado y equipado con alberca cuyas medidas y características son las de una alberca olímpica. Por ser de propiedad municipal las cuotas de ingreso son muy accesibles.

- Deportivo de San Rafael: equipado con alberca cuyas medidas y características son las de una alberca olímpica. Por ser de propiedad municipal las cuotas de ingreso son muy accesibles.

## Relaciones internacionales

### Hermanamientos
La ciudad de Coacalco de Berriozábal está hermanada con las siguientes ciudades alrededor del mundo:
- Valle de Chalco Solidaridad, México (2012).[24]
- Tangamandapio, México (2019)[25]

### Convenios
Coacalco de Berriozábal cuenta con convenios de cooperación específica, cuyo objetivo es establecer actividades, con la finalidad de facilitar la ejecución del convenio. Estos convenios se celebran porque las partes signatarias focalizan la cooperación específicamente para fortalecer áreas complementarias como turismo, gobierno, seguridad, etc. Los convenios que tiene la ciudad, son con las siguientes ciudades alrededor del mundo:
- Nicolás Romero, México (2019).[26][27]
- Otzolotepec, México (2019).[26][27]
- Los Reyes La Paz, México (2019).[26][27]
- Teoloyucan, México (2019).[26][27]
- Ocoyoacac, México (2019).[26][27]